# Melithaeinae
Melithaeinae is een onderfamilie van neteldieren uit de klasse van de Anthozoa (bloemdieren).

## Geslacht
- Melithaea Milne Edwards, 1857